# Каракол (Чемальський район)
Каракол (рос. Каракол) — село Чемальського району, Республіка Алтай Росії. Входить до складу Елекмонарського сільського поселення.
Населення — 7 осіб (2015 рік).